# Skeletocutis subincarnata
Skeletocutis subincarnata är en svampart som först beskrevs av Peck, och fick sitt nu gällande namn av Jean Keller 1979. Skeletocutis subincarnata ingår i släktet Skeletocutis och familjen Polyporaceae.  Arten är reproducerande i Sverige. Inga underarter finns listade i Catalogue of Life.